# Khaybar

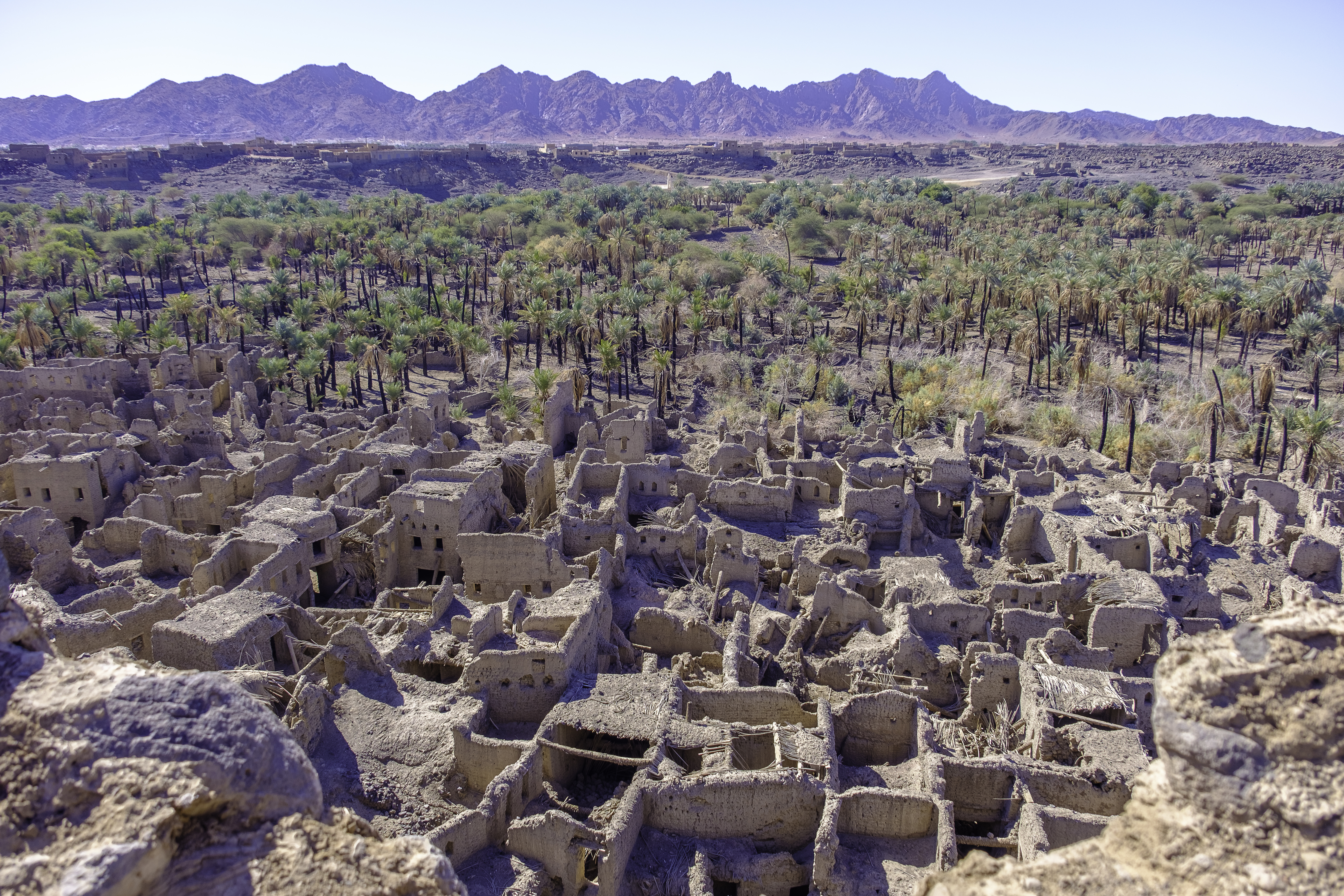
Övergivna hus i Khaybar.

Khaybar (arabiska: خيبر) är en oas och stad, belägen cirka 150 km norr om Medina i Saudiarabien. Folkmängden i staden uppgick till 16 081 invånare vid folkräkningen 2010.

## Historia
Khaybar erövrades av profeten Muhammed 628 i Slaget vid Khaybar som ett led i att ta kontroll över judarna i Hijaz och Khaybar var ett av judarnas sista fästen. Enligt tradition skall cirka 10 000 judar dött vid stridigheterna, medan mindre än 20 muslimer stupat. Det var oaktat sanningshalten i detta en moralisk seger för profeten Muhammed och dennes trupper, som hädanefter fick alltmer stöd av beduinstammar. En annan tradition säger att 93 judar och 15 muslimer dödades i slaget.

### Khaybar på 600-talet
På 600-talet beboddes Khaybar av judar, som levde på att odla dadlar, samt av handel och olika slags hantverk. De fick därav betydande rikedomar. Oasen delades i tre regioner: al-Natat, al-Shikk, och al-Katiba, vilka delades av naturliga skiljelinjer som öken, lavapartier och träskområden. Var och en av dessa regioner innehöll flera fort eller borganläggningar vilka innehöll stall, lagerhus och hem. Varje fort var bosatt av en separat familj, och omgiven av odlade fält och palmdungar. För att öka försvarsförmågan hade bosättarna byggt forten på kullar eller klippor.
Vissa objekt funna vid muslimernas intåg i Khaybar - ett belägringsvapen, 20 balar av tyg från Jemen, och 500 tunikor - pekar i riktning mot att judarna fört en intensiv handel. Dagens akademiker hävdar idag att belägringsvapnet inte var avsett för krigiska ändamål av judarna, utan lagrades i väntan på försäljning. Likaså skall tygerna och tunikorna varit avsedda för försäljning eftersom det förefaller otroligt att sådana kvantiteter lyxgods skulle använts exklusivt av judarna.

### Oasen efter slaget
De överlevande judarna fortsatte att leva i oasen flera år efter muslimernas intåg, tills de slutligen blev fördrivna av kalif Umar ibn al-Khattab. Avläggandet av avpressade skatter ifrån judarna i Khaybar blev principiellt viktigt och föregångare till den skatt (jizya) som islamisk lag i orter under muslimskt styre kräver från icke-muslimer (så kallade dhimmi).
Judarna drevs ut under kalif Umar ibn al-Khattabs styre (634-644) som straff för förräderi under slaget vid Khaybar. Under dennes kalifat erövrade muslimer stora delar av Mellersta Östern, från vilket de transporterades i stora skaror fångar för att säljas som slavar i Arabien. Judarna från Khaybar fördrevs till många olika orter i Mellersta Östern, men lyckades behålla en distinkt identitet ända fram till 1100-talet.
Många århundraden efteråt kom oasen Khaybar att vara ett viktigt karavanställe. Dess centrum bildades kring en serie av uråldriga dammar som fångade upp regnvatten. Kring dessa vattenkasuner växte dadelpalmar. Khaybar blev en viktig dadelproducerande ort.

## Khaybar och antisemitism
Khaybar KH2002 är namnet på en iransk automatkarbin

### Slaget vid Khaybar i den muslimska traditionen
Se slaget vid Khaybar
Hadith, eller den muntliga traditionen som härstammar ifrån ord och gärningar kring profeten Muhammed, hävdar att de segerrika muslimska skarorna dödade de judiska ledarna och tog deras kvinnor och barn till slavar.

### Arabisk antisemitisk sång
I moderna tider har händelserna vid Khaybar inspirerat en arabisk antisemitisk sång som ofta används vid demonstrationer mot Israel. Den lyder följande: Khaybar, Khaybar - ya Yahud, jaysh Muhammad saufa ya'ud, och betyder ungefär "Khaybar, Khaybar - o judar, Muhammeds armé skall återvända". Ytterligare en version är: Khaybar, Khaybar ya Sahyun, Hizbullah qadimun vilket uttydes "Khaybar, Khaybar - o sionister, Hizbullah kommer".

### Khaybar och Hezbollah
Shiamuslimska Hizbollah i Libanon har döpt missiler (raketer) avfyrade mot israeliska städer under sommaren 2006 till "Khaybar". Libanons ledande shiitiske teolog och storayatollah prisade Hizbollah för att ha startad ett "nytt slag vid Khaybar".